# Conex Bänninger
Conex Bänninger ist ein Hersteller von Rohrverbindungstechniken und Armaturen. Das Unternehmen wurde im Jahr 1909 als „Bänninger GmbH“ in Gießen zwecks Herstellung von Fittings gegründet. Die Firma Bänninger war jahrzehntelang das zweitgrößte Industrieunternehmen in Gießen. Im Jahr 1968 arbeiteten über 1000 Mitarbeiter im Bänninger-Werk in Gießen.

## Geschichte

### Erste Jahre
Der Gesellschaftsvertrag der Bänninger GmbH wurde am 23. Juni 1909 geschlossen, der Handelsregistereintrag erfolgte am 12. März 1910. Am 30. März 1910 trat die Bänninger GmbH dem Weichguss-Fittings-Verband bei.
Als Firmenstandort wurde ein Gelände am Erdkauter Weg (⊙) in Gießen ausgewählt, das an der Bahnstrecke Gießen–Gelnhausen lag und das dank eines Gleisanschlusses eine vorteilhafte Verkehrsanbindung bot. Während andere europäische Fittings-Produzenten die für den Formguss erforderlichen Sandkerne von Hand herstellten, kamen in der Firma Bänninger aus den USA importierte Kernblasmaschinen sowie Metallmodellplatten anstatt der sonst üblichen Gipsmodellplatten zum Einsatz. Im Januar 1911 konnten die ersten Temperguss-Fittings ausgeliefert werden. Nach US-amerikanischem Vorbild wurde das kontinuierliche Glühen des Tempergusses in einem Durchlaufofen eingeführt. Das Unternehmen profitierte von der regen Bautätigkeit, die mit der Machtübernahme Adolf Hitlers einsetzte: Mit den steigenden Umsätzen in den 1930er Jahren, von denen Exporte in fast 40 Länder etwa ein Drittel ausmachten, wuchs auch die Belegschaft. Während des Zweiten Weltkriegs wurden neben der Fabrikation von Fittings auch Heeresaufträge ausgeführt. Dabei beschäftigte das Unternehmen auch französische und osteuropäische Zwangsarbeiter und -arbeiterinnen. Während eines Luftangriffs im Jahr 1944 kamen der Bänninger-Betriebsleiter Friedrich Huttel und sechs deutsche Mitarbeiter ums Leben. Weil das Bänninger-Werk durch die Luftangriffe zu 65 Prozent zerstört worden war, musste es stillgelegt werden.

### Wiederaufbau
Am 1. November 1945 wurde ein Antrag auf Wiederaufnahme der Fittings-Produktion gestellt, dem am 19. Dezember 1945 stattgegeben wurde. Am 13. Mai 1946 konnte die Produktion wieder aufgenommen werden, wobei durch die Beschaffung von Walzeisen der Schmelzbetrieb in neu aufgestellten Kupolöfen möglich wurde. Zusätzlich wurde die Fertigung von Lötfittings aus Rotguss und Kupfer aufgenommen. Der Wiederaufbau nach Kriegsende konnte zum Teil durch den Verkauf der erhalten gebliebenen Lagerbestände finanziert werden. Im November 1951 beschäftigte die Bänninger GmbH 900 Mitarbeiter.

### Blütezeit
1968 beschäftigte die Bänninger GmbH über 1.000 Personen. 1969 wurde eine Vereinbarung zwischen der Gemeinde Reiskirchen und der Firma Bänninger über die Erschließung eines Grundstücks getroffen, um an der heutigen Reiskirchener Bänningerstraße eine Produktion von Kunststoff-Fittings ansiedeln zu können. Ab 1971 wurden im Werk Reiskirchen Kunststoff-Fittings gefertigt.

### Niedergang
1979 schloss die Firma Bänninger einen Kooperationsvertrag mit der US-amerikanischen Firma NIBCO Inc. (Northern Indiana Brass Foundry Company; gegründet 1904 in Elkhart, Indiana). Nach dem Verkauf der Kapitalmehrheit an NIBCO Inc. im Jahr 1982 wurde die Firma Bänninger 1985 vollständig durch dieses US-amerikanische Familienunternehmen übernommen. 1987 wurde das Reiskirchener Bänninger-Werk an die Familien Stamm und Ertl verkauft und die „Bänninger Kunststoff-Produkte GmbH“ gegründet. 1993 schloss die Firma Bänninger einen Beherrschungs- und Gewinnabführungsvertrag mit der „Delta Group Overseas Holding GmbH“ als herrschendem Unternehmen. 1994 fusionierten die Marken Conex und Bänninger innerhalb der britischen „International Building Products-Group“. Aufgrund eines Verschmelzungsvertrags wurde 1999 das Bänninger-Gesamtvermögen auf die „International Building Products Deutschland GmbH“ übertragen. Die Historie der Firma Bänninger steht beispielhaft für die globalisierten Produktionsprozesse und die damit einhergehende Deindustrialisierung Deutschlands. Zug um Zug wurde die Fittings-Produktion von Deutschland in Niedriglohn-Länder verlagert. Als letzter Produktionsbereich wurde im Jahr 2005 die Rotguss-Gießerei vom Erdkauter Weg nach Posen verlegt.

### Weitere Nutzung des Firmengeländes
Die ehemaligen Bänninger-Gebäude wurden inzwischen fast vollständig abgerissen. Lediglich das ehemalige Verwaltungsgebäude der Firma Bänninger blieb vom Abriss verschont, weil dieses als hessisches Kulturdenkmal eingestuft wurde. Das frühere zwischen Erdkauter Weg, Sandkauter Weg und Schiffenberger Weg liegende Firmengelände wurde in einen Gewerbepark umgewandelt und durch die neu angelegte Bänningerstraße erschlossen.

Ehemalige Gießener Firma Bänninger, Erdkauter Weg 15
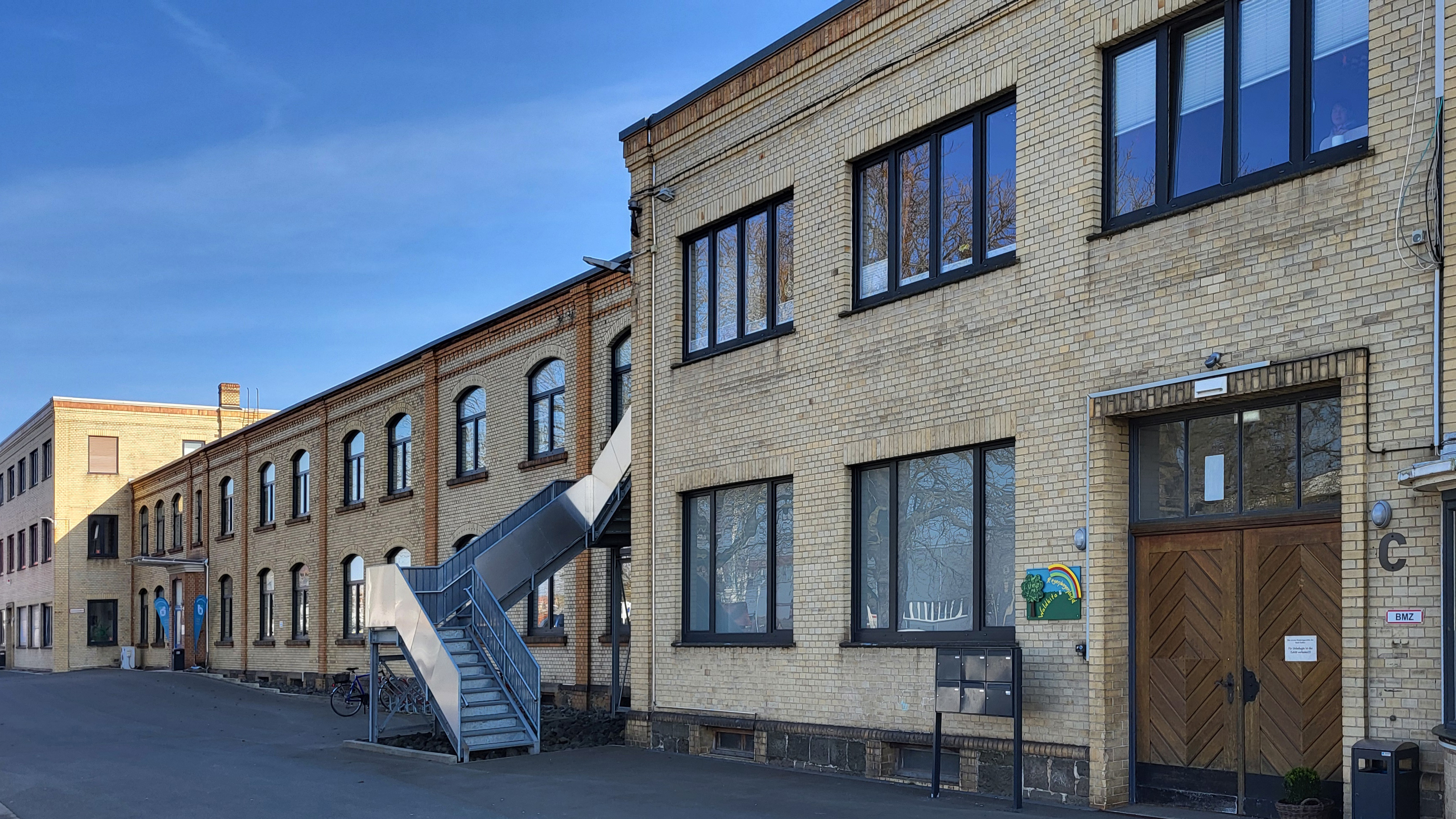
Gebäudezeile
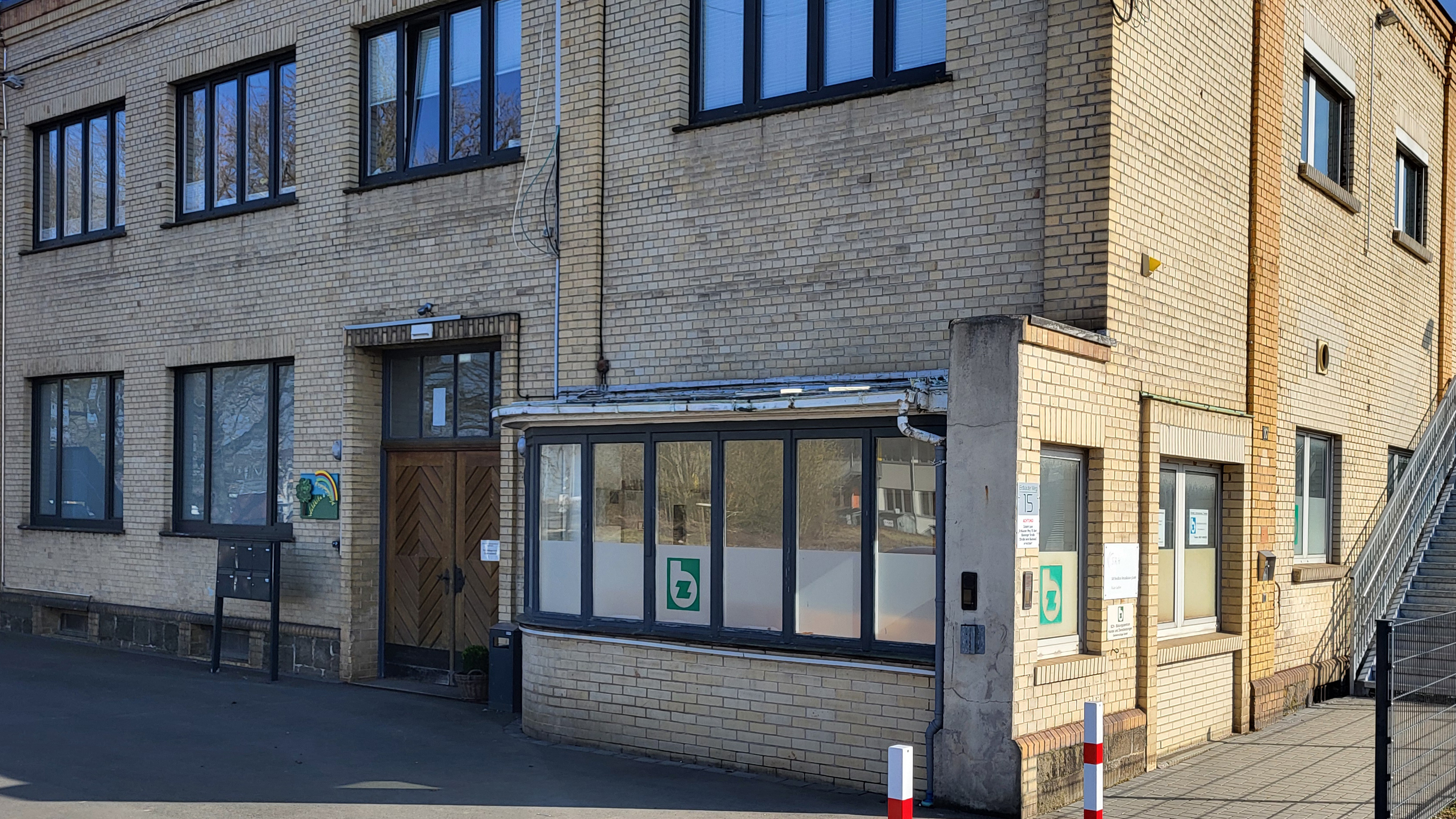
Pförtnergebäude
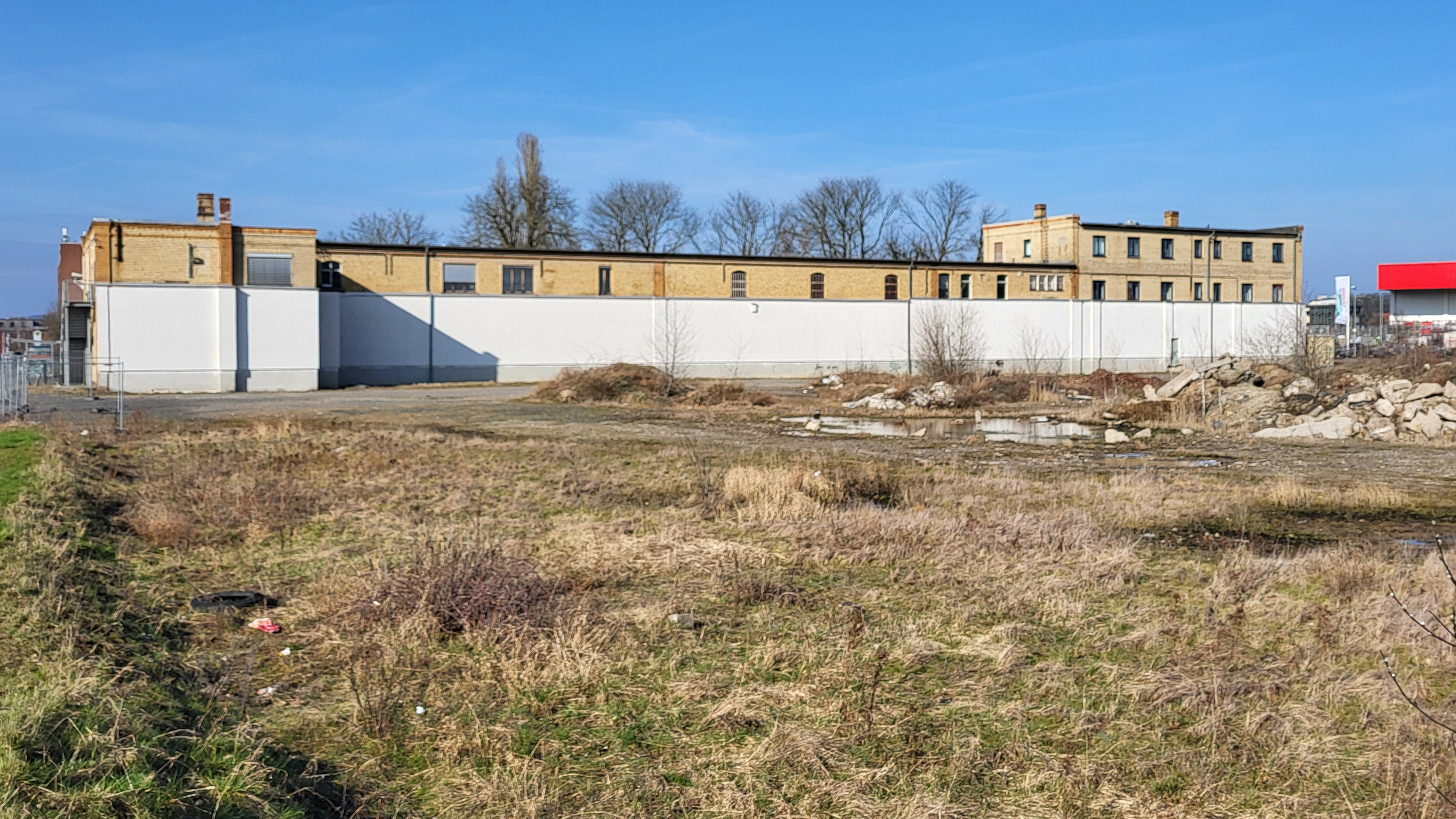
Industriebrache